# Phycosoma inornatum
Phycosoma inornatum là một loài nhện trong họ Theridiidae.
Loài này thuộc chi Phycosoma. Phycosoma inornatum được Octavius Pickard-Cambridge miêu tả năm 1861.